# Bạch Đằng, thành phố Tân Uyên
Bạch Đằng là một xã thuộc thành phố Tân Uyên, tỉnh Bình Dương, Việt Nam.

## Địa lý
Xã Bạch Đằng nằm hoàn toàn trên cù lao Bạch Đằng, giữa sông Đồng Nai.
Xã Bạch Đằng có diện tích 10,79 km², dân số năm 2021 là 7.421 người, mật độ dân số đạt 688 người/km².

## Hành chính
Xã Bạch Đằng được chia thành 6 ấp: An Chữ, Bình Chữ, Bình Hưng, Điều Hòa, Tân Long, Tân Trạch.